# Gadiforme
Gadiformele (Gadiformes) este un ordin de pești osoși teleosteeni marini (numai o specie este dulcicolă) cu un corp mai mult sau mai puțin alungit, slab comprimat lateral sau gros.  Solzii mici, cicloizi (foarte rar ctenoizi), acoperă întregul corp și o parte a capului. De obicei au gura mare, adesea prevăzută o mustăcioară sau un neg pe fața ventrală a fălcii inferioare. Majoritatea speciilor au înotătoarele dorsală și anală alungite; pe spate au 1, 2 sau 3 dorsale (prima uneori foarte redusă sau deplasată deasupra capului), iar ventral 1-2 anale. Înotătoarele ventralele, atunci când sunt prezente, sunt mult deplasate înainte și se inserează sub sau înaintea pectoralelor (au o poziție jugulară, mai rar toracică), rar înapoia pectoralelor (la Macrouridae) și au până la 11 radii articulate; Înotătoarele n-au radii spinoase adevărate (țepi), ci sunt alcătuite numai din radii articulate;  din cauza acestui caracter ei au fost numiți (împreună cu pleuronectiformele) Anacanthini. Pterigoforele dorsale posterioare și anale depășesc numărul de vertebre caudale, din cauza reducerii vertebrelor posterioare. Linia laterală este prezentă. Au 6-8 raze branhiostege. Sunt pești fizocliști, vezica înotătoare fiind închisă, fără duct pneumatic (vezica înotătoare este absentă la Melanonus și Squalogadus). Craniul platibazic are opistoticul, foarte mare, care separă prooticul de exoccipital; orbitosfenoidul și bazisfenoidul lipsesc; cavitatea cranială este largă între ochi; bulbii olfactivi sunt situați sub fosetele nazale, departe de creier; ectopterigoidul fără dinți; premaxilarul formează întreaga margine a fălcii superioare, care este protractilă la unele specii. Cele două centuri sunt legate între ele cu ligamente conjunctive. Centura scapulară este legată de craniu printr-un posttemporal. Fără mezocoracoid. Fără miodom. Sacula (una dintre compartimentele urechii interne) mare. Au 45-65 de vertebre. Unele specii au valoare mare economică și fac obiectul unui pescuit intens. La sfârșitul anilor 1980 au fost  pescuite 15 milioane tone de gadiforme, ceea ce reprezintă în totalitate 17% din cantitățile pescuite de pești marini la nivel global. Din acest total, 95% au constituit gadidele (codul și speciile înrudite), urmate de Merluccius,  macrouride și moride. Ordinul cuprinde 11 familii (Bregmacerotidae, Euclichthyidae, Gadidae, Lotidae, Macrouridae, Melanonidae, Merlucciidae, Moridae, Muraenolepididae, Phycidae și Steindachneriidae), 75 genuri, și aproximativ 555 de specii. După T. Iwamoto ar fi 13 familii Bathygadidae, Bregmacerotidae, Euclichthyidae, Gadidae, Lotidae, Macrouridae, Macrouroididae, Melanonidae, Merlucciidae, Muraenolepididae, Moridae, Phycidae, Trachyrincidae. Majoritatea sunt pești marini, de apă rece, bentonici, care populează adâncurile mărilor și oceanelor din emisfera nordică și sudică. Doar o singură specie, Lota lota (mihalțul), este dulcicolă, iar Microgadus tomcod de pe coasta atlantică a Americii de Nord depune icrele în ape dulci. În Marea Neagră 3 familii  și 4 specii: familia Gadidae (Merlangius merlangus, Micromesistius poutassou), familia Lotidae (Gaidropsarus mediterraneus) și familia Merlucciidae (Merluccius merluccius). În apele dulci ale României și Republicii Moldova o singură specie: Lota lota (mihalțul).